# Дегтяное (Спасский район)
Дегтяное — село в Спасском районе Рязанской области, входит в состав Выжелесского сельского поселения. 

## География
Село расположено в 9 км на запад от центра поселения села Выжелес и в 25 км на восток от районного центра Спасска-Рязанского. 

## История
Село Дегтяное Спасского уезда впервые в исторических документах упоминается в 1629 и 1630 годах. Там же упоминается и церковь Воскресения Христова. Первоначально церковь была перестроена в 1692 году, а в 1864 году была построена новая деревянная церковь. За этот период она неоднократно ремонтировалась, а в 1902 году была построена новая каменная трапезная часть силами прихожан и разных благотворителей. В клировых ведомостях на 1913 год отмечалось, что церковь «каменная, с такой же колокольней, теплая». Внутри стены, колонны и своды украшены живописью и орнаментами на средства прихожан, проживающих в С-Петербурге и работавших там извозчиками. В 1907 году была произведена закладка настоящей церкви во имя обновления храма Воскресения Христова, которая в 1912 г. была доведена кладкой до сводов. В трапезной части было два престола: правый во имя святителя Николая Мирликийского чудотворца, освященный 12 сентября 1912 г. и левый - во имя святого Иоанна Предтечи, освященный 27 января 1914 г. В приходе имелась земская школа. 
В XIX — начале XX века село входило в состав Деревенской волости Спасского уезда Рязанской губернии. В 1906 году в деревне было 490 дворов.
С 1929 года село являлось центром Дегтяного сельсовета Ижевского района Рязанского округа Московской области, с 1937 года — в составе Рязанской области, с 1963 года — в составе Спасского района, с 2005 года — в составе Выжелесского сельского поселения.

## Население
| 1859 | 1897  | 1906  | 2010 |
| ---- | ----- | ----- | ---- |
| 2471 | ↗2991 | ↗3687 | ↘397 |

## Достопримечательности
В селе находится действующая Церковь Воскресения Словущего (1912).